# Colle alla Gatta
Il Colle alla Gatta è un rilievo dell'isola d'Elba.

## Descrizione
Situato nel settore occidentale dell'isola, tra Marciana e Marciana Marina, raggiunge un'altezza di 232 metri sul livello del mare.
Il toponimo, attestato nel 1840, è una corruzione di Colle alla Guata, ossia un'altura dove esisteva una postazione di avvistamento (dall'antico verbo guatare) in modo simile al Masso alla Guata.